# Edifici del Centre Catòlic (Guissona)
L'Edifici del Centre Catòlic és una obra modernista de Guissona (Segarra) protegida com a Bé Cultural d'Interès Local.

## Descripció
És un edifici de pedra arrebossada dividit en tres cossos. S'ubica a la Plaça Bisbe Benlloch, un dels punts més interessants de la vila de Guissona.
La façana principal presenta un cos central on trobem una porta rectangular envoltada per una motllura sinuosa. Les finestres dels cossos laterals són rectangulars i presenten el mateix tipus de motllura que la porta principal amb una mènsula.
Al primer pis, gran obertura amb una balustrada de pedra amb columnetes i capitells corintis que divideixen tres finestrals. Una gran motllura de pedra amb línies corbes envolta aquesta obertura. En els dos cossos laterals dues finestres que repeteixen l'esquema del pis inferior.
Coronant l'edifici, un frontó ovalat amb un escut al centre i pilastres amb florons que donen verticalitat a la façana.
En cada pis, una línia d'imposta pronunciada recor la totalitat de la façana.